# Pegomya conformis
Pegomya conformis este o specie de muște din genul Pegomya, familia Anthomyiidae. A fost descrisă pentru prima dată de Fallen în anul 1825. Conform Catalogue of Life specia Pegomya conformis nu are subspecii cunoscute.